# Prowincja Xaisômboun
Xaisômboun (lao. ໄຊສົມບູນ) – dawna strefa specjalna (khetphiset) Laosu, znajdująca się w północnej części kraju. Jako jedyna prowincja nie graniczyła z żadnym innym krajem. Znajdowała się w pobliżu stolicy państwa – Wientian.
Specjalna strefa została utworzona w 1994 roku z rozbicia prowincji Wientian i Xieng Khouang. W 2006 roku strefa Saysomboun została zlikwidowana, a obszar, który do niej należał ponownie znalazł się w granicach prowincji Wientian i Xieng Khouang.

## Podział administracyjny
Prowincja Xaisômboun dzieliła się na pięć dystryktów:
1. Hom
2. Longsane
3. Phun
4. Thathom
5. Xaysomboun